# Жанаталап (Бурабайский район)
Жанатала́п (каз. Жаңаталап) — село в Бурабайском районе Акмолинской области Казахстана. Входит в состав Зеленоборского сельского округа. Код КАТО — 117049180.

## География
Село расположено в северо-восточной части района, на расстоянии примерно 27 километров (по прямой) к северо-востоку от административного центра района — города Щучинск, в 14 километрах к востоку от административного центра сельского округа — села Зелёный Бор.
Абсолютная высота — 309 метров над уровнем моря.
Ближайшие населённые пункты: село Кумызынай — на западе, аул Андыкожа Батыра — на востоке, село Мадениет — на юге.

## Население
В 1989 году население села составляло 367 человек (из них казахи — основное население).
В 1999 году население села составляло 351 человек (184 мужчины и 167 женщин). По данным переписи 2009 года, в селе проживали 252 человека (140 мужчин и 112 женщин).
| Численность населения | Численность населения | Численность населения |
| 1989                  | 1999                  | 2009                  |
| --------------------- | --------------------- | --------------------- |
| 367                   | ↘351                  | ↘252                  |

## Улицы[5]
- ул. Наурыз
- ул. Центральная
- ул. Школьная